# Вилья-дель-Росарио (Кордова)
Вилья-дель-Росарио (исп. Villa del Rosario) — город и муниципалитет в департаменте Рио-Сегундо провинции Кордова (Аргентина), административный центр департамента.

## История
В 1795 году губернатор Кордовы Рафаэль де Собремонте основал здесь городок Вилья-Реаль-дель-Росарио (названный в честь Девы Марии Розария). Благодаря расположению на Камино-Реаль («Королевской дороге»), ведущей в Верхнее Перу, город принимал участие в различных событиях истории Южной Америки XIX века.

## Знаменитые уроженцы
- Фабио-Эдуардо Моли (род.1969) — чемпион Аргентины по боксу.